# La promesa (leyenda)
"La promesa" es una historia fantástica de Gustavo Adolfo Bécquer. 
Tiene lugar en la Edad Media. El relato fantástico se aborda desde el principio.
Margarita llora por Pedro, su amante, que se marcha a luchar a Sevilla a favor del conde de Gómara. Pedro le promete a Margarita de que regresará para casarse con ella , y así ella no sería deshonrada. Como muestra de su compromiso con ella, el conde Pedro le regala un anillo, para que ella, recuerde la promesa. Tiempo después de haber conquistado Sevilla, Pedro comienza a ver una mano por todos lados. Incluso en uno de sus tantos enfrentamientos por la conquista de Sevilla, esa misma mano le salva de la muerte. Pedro le comenta a uno de sus sirvientes lo que ve. Pero el joven sirviente no le cree, pensando que su amo está loco. Con el paso de los días, un juglar aparece en el lugar en donde se hospedaba el conde y su ejército. El conde, escucha una de las canciones del juglar en la que recita la historia de una joven que fue deshonrada por un conde que había prometido que regresaría por ella para casarse, pero dicho conde no cumplió con su promesa. Al ser descubierta la joven, el hermano de la joven la mató por la deshonra que le había ocasionado a su familia. En su cantar el juglar narra que, durante el funeral de la joven, por más tierra que usaban para cubrir el ataúd, la mano de la joven en la que llevaba el anillo, esta no se dejaba enterrar. Solo la mano de la joven quedaba afuera de la tierra. Al oír esta canción, el conde Pedro, comprende que la canción es realmente sobre su amor Margarita, así que de inmediato, se dirige a la ciudad en donde yacía el cuerpo de su amada. Al llegar a la ciudad, Pedro decide casarse con el cadáver de Margarita, para que así ella pueda tener un descanso eterno. En el momento en el que Conde Pedro se casa, y toma la mano que sobresalía de la tierra, de inmediato la mano se hunde por completo, dejando así descansar el alma de Margarita. Desde ese momento, cada primavera, florecen innumerables margaritas sobre la tumba de la joven.